# Bojongkaso
Bojongkaso is een bestuurslaag in het regentschap Cianjur van de provincie West-Java, Indonesië. Bojongkaso telt 3582 inwoners (volkstelling 2010).